# NGC 3494
NGC 3494 is een niet-bestaand object in het sterrenbeeld Leeuw. Het hemelobject werd in 1882 ontdekt door de Duitse astronoom Ernst Wilhelm Leberecht Tempel.